# Xerox Character Code Standard
Le Character Code Standard (XCCS) est un codage de caractère sur 16 bits, créé par Xerox en 1980, pour l’échange d’information entre les éléments du Xerox Network Services, dans le but de coder les caractères nécessaires pour les langues utilisant l’écriture latine, l’écriture arabe, l’hébreux, l’écriture grecque, l’écriture coréenne, l’écriture cyrillique, écritures japonaises, l’écriture chinoise, ainsi que des symboles techniques.